# Sam McGee
Sam McGee (* 1. Mai 1894 in Franklin, Tennessee; † 21. August 1975, ebenda) war ein US-amerikanischer Gitarrist und Banjo-Spieler. Er war einer der Pioniere des Fingerpickin’-Gitarrenstils des Old-Time-Country.

## Leben
McGee hatte ursprünglich, wie es für das ländliche Gebiet der Appalachen typisch war, Banjo gespielt, dann aber – beeinflusst von afroamerikanischer Musik wie Blues, Ragtime und frühem Jazz – seine Gitarrentechnik entwickelt. Mit seinem Bruder Kirk (Fiddle) bildete er eins der ersten Brüderduos der Country-Musik. 1924 schlossen sie sich der Band von Uncle Dave Macon an, der ihr Förderer wurde. Es folgten Radioauftritte und erste Schallplattenaufnahmen. Neben Gitarristen wie Merle Travis, Chet Atkins und Scotty Moore trug Sam McGee dazu bei, „daß es Fingerpicking-Stücke gibt, die von hoher Komplexität und nach allen Maßstäben auch zu den höchsten Schwierigkeitsgraden gehören, die es in der Gitarrenmusik gibt.“
Ab 1931 spielten die Brüder McGee mit Fiddlin’ Arthur Smith in der Band The Dixieliners, einer in den 1930er Jahren in den USA sehr populären Gruppe. Sam und Kirk waren regelmäßige Gäste der Grand Ole Opry in Nashville. Auch in den 1960er Jahren nahmen die Brüder regelmäßig Schallplatten auf – einzeln, gemeinsam und erneut mit Arthur Smith. Mit ihm traten sie 1965 beim Newport Folk Festival auf. Anfang der 1970er Jahre gründeten die Brüder ihr eigenes Plattenlabel, MBA Records. Sam McGee lebte nie ausschließlich von der Musik, sondern arbeitete auch als Schmied und auf seiner Farm. Er starb mit 81 Jahren bei einem Traktorunfall.

## Diskografie (Auswahl)
- 1962: Opry Old Timers (Live; Sam McGee with Kirk McGee & the Crook Brothers)
- 1963: Grand Dad of the Country Guitar Pickers
- 1999: Complete Recorded Works 1926–1934[3]